# Valašská Bystřice
Valašská Bystřice – gmina w Czechach, w powiecie Vsetín, w kraju zlińskim. Według danych z dnia 1 stycznia 2012 liczyła 2277 mieszkańców.
Miejscowość położona jest w regionie etnograficznym Wołoszczyzna Morawska.